# Perote

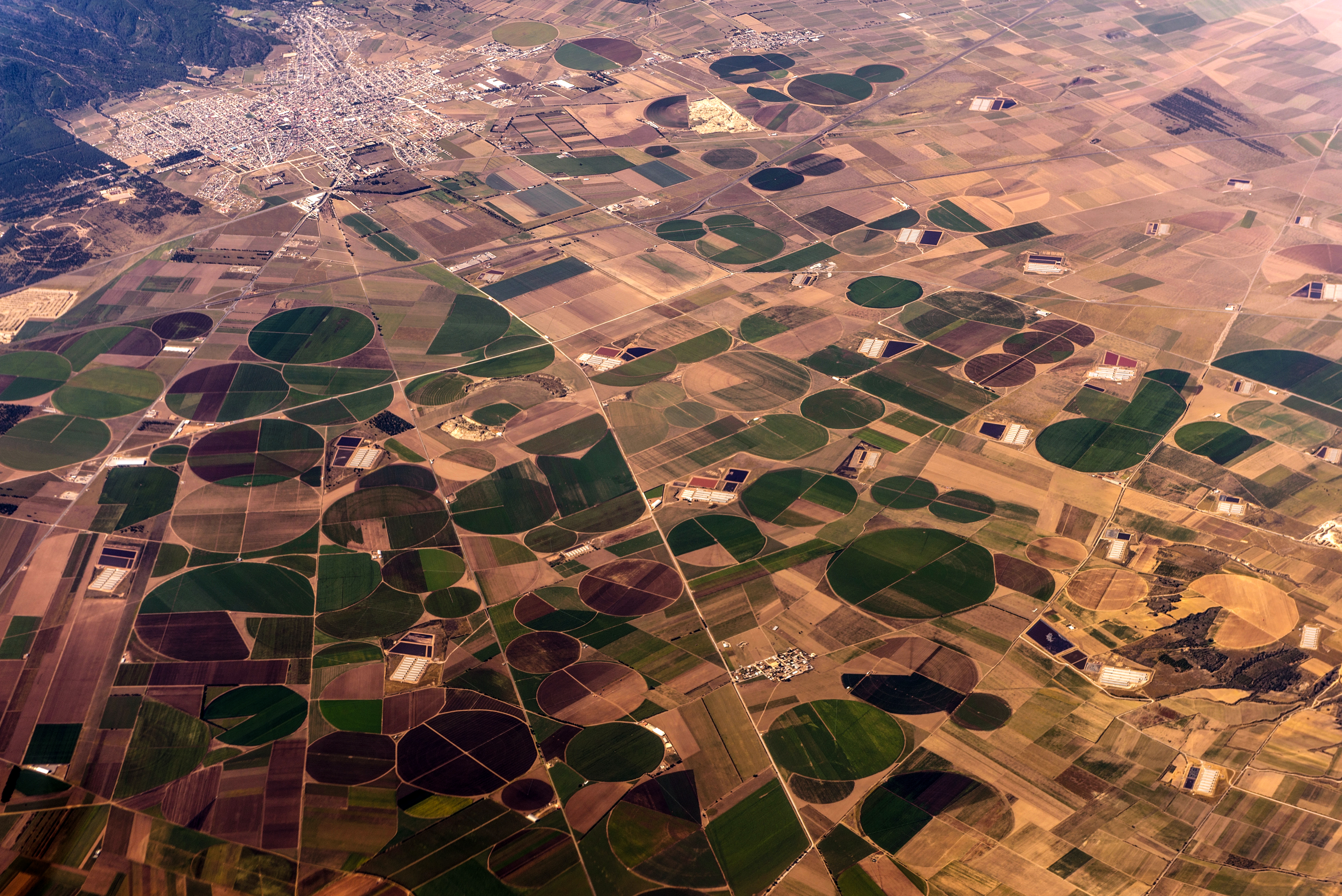
Perote

Perote – miasto w Meksyku, w stanie Veracruz. W 2008 liczyło 34 658 mieszkańców. W mieście znajduje się  zbudowana w latach 1770–1776 forteca San Carlos, służąca w latach 1949–2007 jako ciężkie więzienie. Obecnie jest udostępniona do zwiedzania.

## Gmina Perote
Miasto jest siedzibą władz gminy o tej samej nazwie. Gmina położona jest u podnóża gór Sierra Madre Wschodnia. Powierzchnia gminy wynosi 735,35 km², a ludność w 2005 roku wynosiła 61 272 mieszkańców.

## Współpraca
- Tamazula de Victoria, Meksyk
- Jalapa, Meksyk

## Linki zewnętrzne

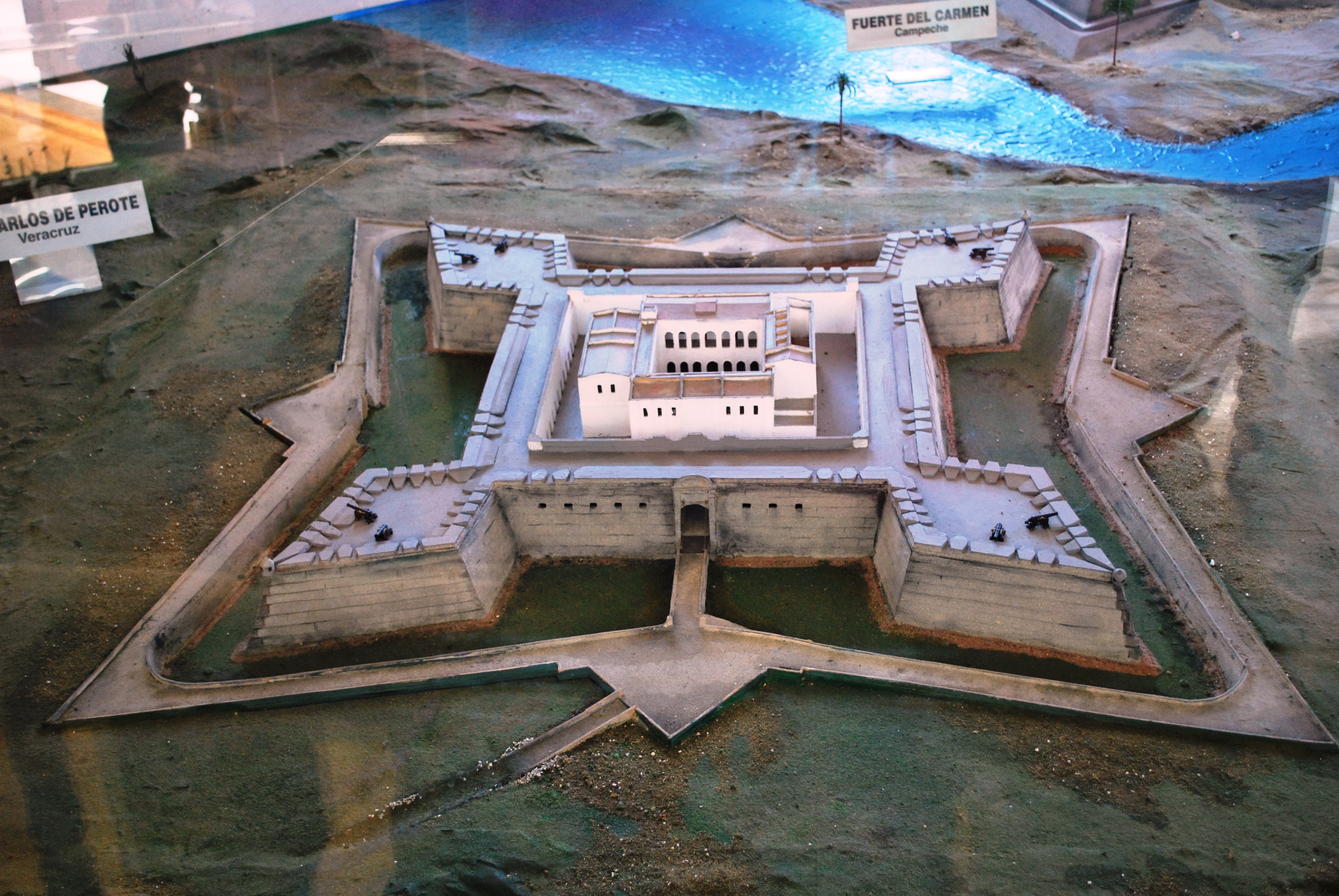
Model twierdzy San Carlos